# Шевцово (Калінінградська область)
Шевцово (рос. Шевцово) — селище Правдинського району, Калінінградської області Росії. Входить до складу Желєзнодорожного міського поселення.
Населення —  46 осіб (2015 рік). 

## Населення
| 2002 | 2010 |
| ---- | ---- |
| 47   | ↘46  |